# Viação Verdun
Viação Verdun (leia-se "Verdã") é uma empresa brasileira de transporte coletivo urbano da cidade do Rio de Janeiro. É uma concessionária municipal filiada ao Rio Ônibus.
A empresa foi fundada em 1962 e começou com uma que passava pelo largo do Verdun, o que levou ao nome da empresa. Após a padronização imposta pelo poder público municipal, em 2010, deixou suas cores originais e adotou a pintura do Consórcio Internorte até o fim da norma, em 2019, quando começou a tingir sua frota em tons azuis com modernização da marca.